# Фейрв'ю Тауншип (округ Лузерн, Пенсільванія)
Фейрв'ю Тауншип (англ. Fairview Township) — селище (англ. township) в США, в окрузі [[]] штату Пенсільванія. Населення — 4703 особи (2020).

## Демографія
Згідно з переписом 2010 року, у селищі мешкало 4520 осіб у 1661 домогосподарстві у складі 1312 родин. Було 1746 помешкань
Расовий склад населення:
| - 94,4 % — білих - 2,8 % — азіатів - 1,0 % — чорних або афроамериканців |

До двох чи більше рас належало 0,8 %. Іспаномовні складали 1,9 % від усіх жителів.
За віковим діапазоном населення розподілялося таким чином: 26,2 % — особи молодші 18 років, 61,1 % — особи у віці 18—64 років, 12,7 % — особи у віці 65 років та старші. Медіана віку мешканця становила 41,6 року. На 100 осіб жіночої статі у селищі припадало 94,0 чоловіків;  на 100 жінок у віці від 18 років та старших — 92,2 чоловіків також старших 18 років.
Середній дохід на одне домашнє господарство  становив 97 997 доларів США (медіана — 76 782), а середній дохід на одну сім'ю — 106 341 долар (медіана — 89 485). За межею бідності перебувало 5,9 % осіб, у тому числі 0,8 % дітей у віці до 18 років та 7,7 % осіб у віці 65 років та старших.
Цивільне працевлаштоване населення становило 2379 осіб. Основні галузі зайнятості: освіта, охорона здоров'я та соціальна допомога — 32,5 %, мистецтво, розваги та відпочинок — 16,6 %, науковці, спеціалісти, менеджери — 9,9 %, виробництво — 8,4 %.